# منشئ صفحات جوجل
مُنشئ صفحات جوجل (بالإنجليزية: Google Page Creator) هو موقع لخدمة تعديل ونشر، طور من قبل شركة جوجل كجزء من مختبرات جوجل. يسمح لأي شخص يمتلك حساب في بريد جوجل لعمل مواقع بسيطة. تم تقديمه لأول مرة في 23 فبراير 2006. لقد كان أداة لتصميم مواقع الويب الأساسية ولا يتطلب أي معرفة بـ HTML أو CSS. كان على المستخدمين فقط تسجيل الدخول إلى حساب جيميل الخاص بهم ليحصلوا على 100 ميجابايت من مساحة الاستضافة واسم نطاق مشتق من جيميل وكانت الخدمة مجانية تمامًا.
تستخدم واجهة ويزي-ويغ، لذلك تستطيع تصميم صفحات دون الحاجة للإلمام بلغة تأشير النص الفائق (المعروفة بـ HTML) أو أي لغات برمجة، وذلك شبيه بطريقة عمل المنافسين ساندفوكس وآي ويب.
وفي سبتمبر 2008 أعلنت جوجل أنها لن تقبل الاشتراكات الجديدة في منشئ الصفحات، وبدلاً من ذلك تشجع المستخدمين على استخدام مواقع جوجل. تم إيقاف الخدمة في عام 2009 بينما تم ترحيل الصفحات المنشورة الحالية إلى مواقع جوجل.

## المميزات
تتضمن مميزات مصمم صفحات جوجل التالي:
- 100 ميجابايت من سعة التخزين
- 41 تصميم مسبق (web templates)
- 4 تحديدات للصفحة (page layouts)
- إمكانيات محدودة لاستخدام لغة ترميز النص الفائق وصفحات الطرز المتراصة وجافا
- الحفظ الآلي - يتم حفظ الصفحات بشكل آلي أثناء عملك
- عنوان متفرد لكل صفحة مستخدم مثل http://NAME.googlepages.com

### مساحة التخزين
مع أن جوجل يوفر 100 ميجابايت للتخزين، غير ان حجم التنزيل غير معروف، حالياً يوفر 500 ملف فأكثر.
تستطيع عمل وصلات مباشرة للملفات المستضافة في صفحات جوجل. تستطيع أيضاً إضافة صفحات دون استخدام برنامج صفحات جوجل.

### مميزات تجريبية
منذ إصدار مصمم صفحات جوجل، تم إضافة العديد من المميزات التجريبية مثل (و لكن غير محدودة بـ) إمكانية إضافة widget, تقطيع الصور أو تصغير الصور لأي حجم يريده المستخدم.

### مواقع متعددة
تم حديثاً إضافة ميزة جديدة لمصمم صفحات جوجل وهي إمكانية عمل 4 مواقع إضافية.
مواقع بأسامي أنت تختارها.
http://'''NAME2'''.googlepages.com.
لغاية الآن لم يتم ذكر تاريخ الخروج من مرحلة تطوير النسخة التجريبية. في البداية، سمحوا بعمل موقع واحد فقط لكل حساب جوجل، غير أن ذلك الحد تمر رفعه في خريف 2006. حيث يوفر الآن إمكانية عمل 4 مواقع إضافية، من ضمن الموقع الرئيسي باسم المستخدم.

## النقد
بغض النظر عن عن وقوع الخادم وإغلاق التسجيل الجديد بسبب شعبية الخدمة، قاعدة استخدام اسم بريد جوجل يعرض المستخدمين البريد المزعج (SPAM) غير ان الجانب الإيجابي من الموضوع هو اختبار فعالية فلاتر بريد جوجل ضد البريد المزعج سواء كان محلي أو عالمي.
تستطيح حل المشكلة بعمل موقع باستخدام اسم مختلف غير الموجود ببريدك الإلكتروني والتي ستبعد عنك البريد المزعج وحجب الصفحة الرئيسية باسم بريدك الإلكتروني.
لا تستطيع استخدام CSS في تعديل القوالب المستخدمة. بعض النقاد قالوا ان المشكلة ستقود إلى حصول مشكله كالتي واجهت خدمة جيوسيتيز في أواخر التسعينات. أيضاً لا تستطيع إضافة خدمة جوجل آد سنس بسبب اعتمادها على لغة جافا.

## هوامش
- بعد إطلاق جوجل للخدمة بفترة قصيرة، قام الملايين بالاشتراك بالخدمة.
- لذلك قامت الشركة بحظر اشتراك المستخدمين الجدد بشكل مؤقت بسبب تحميل الخادم طاقة فوق حجمه.
- قامت بعدها الشركة بتوفير خادم إضافي Mirror server ويستخدم عنوان آخر http://yourgmailusername.pagetastic.com وكان اسم الشفرة للمشروع تروغدور Trogdor.

## وصلات خارجية
- جوجل بيج كريتور